# Lindenberg im Allgäu
Lindenberg im Allgäu är en stad i Landkreis Lindau i Regierungsbezirk Schwaben i förbundslandet Bayern i Tyskland. Den är huvudort i distriktet Lindau i Allgäu. Folkmängden uppgår till cirka 12 000 invånare, på en yta av 12 kvadratkilometer. 

## Historia
Första kända gången Lindenberg nämndes var 857, som „Lintiberc“. 

## Vänorter
Lindenbergs vänorter:
- Vallauris, Frankrike (sedan 1999)
- Saline (Michigan), USA (2003)

## Sevärdheter

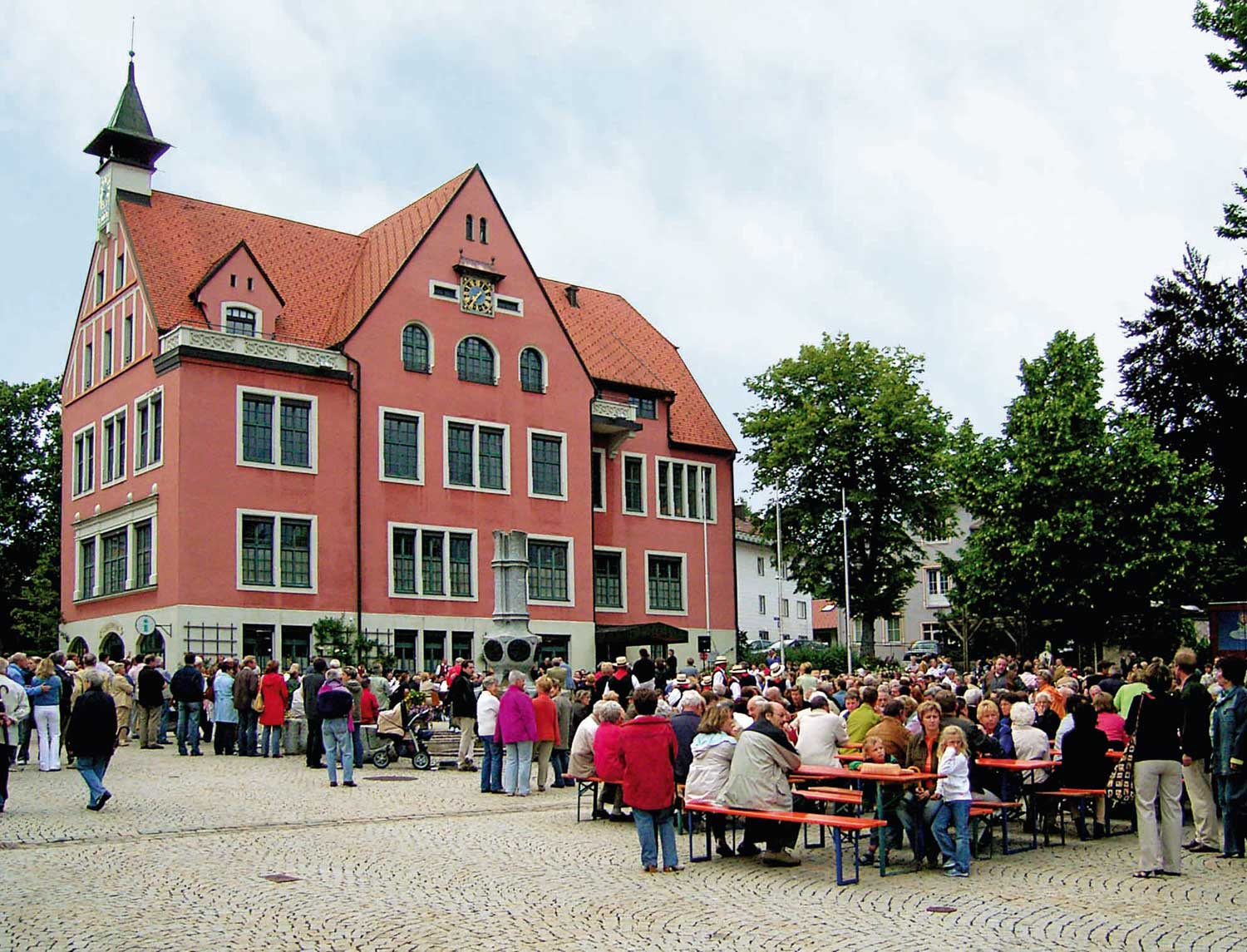
Rådhus i Lindenberg
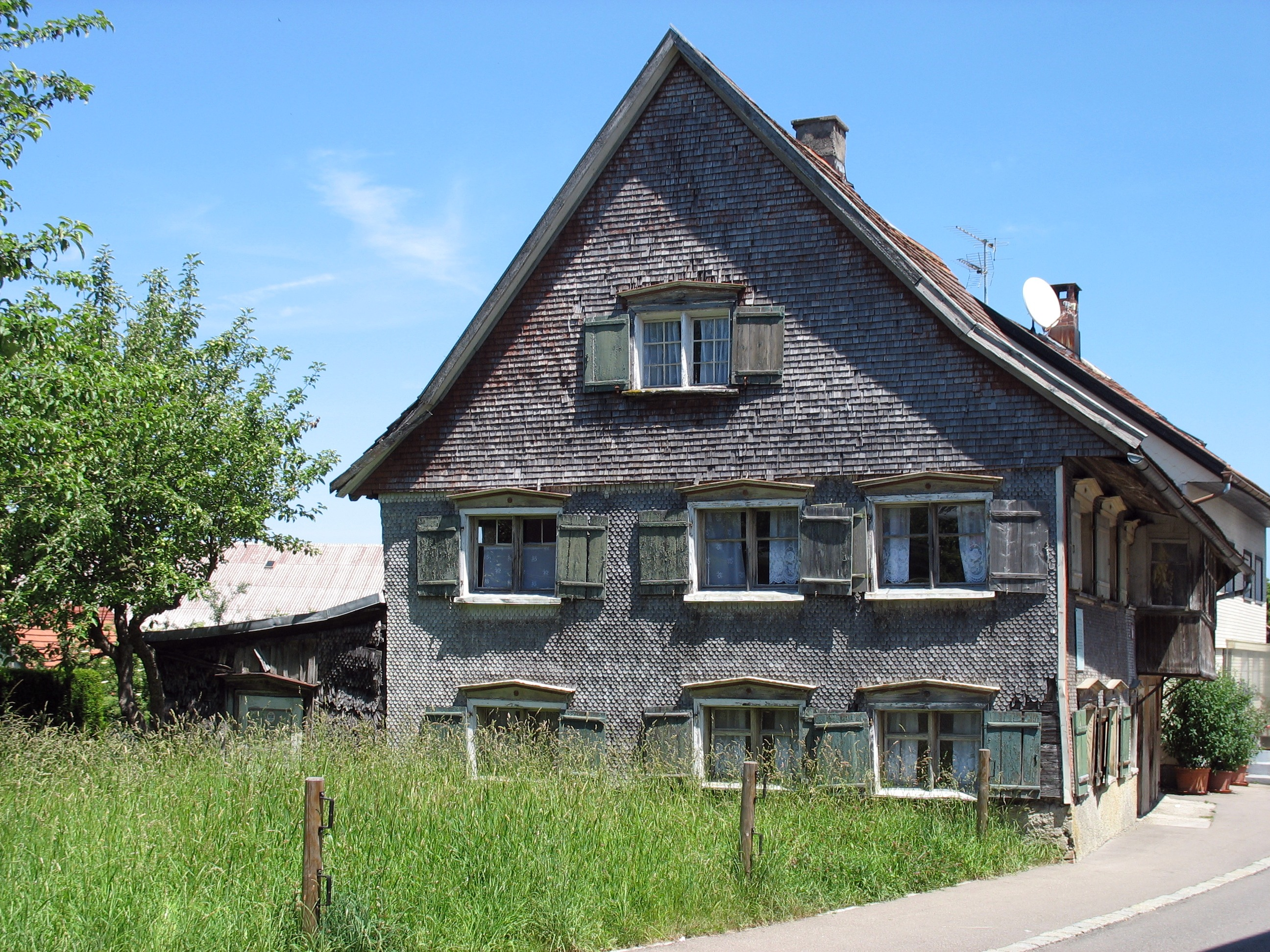
Det äldsta huset i Lindenberg
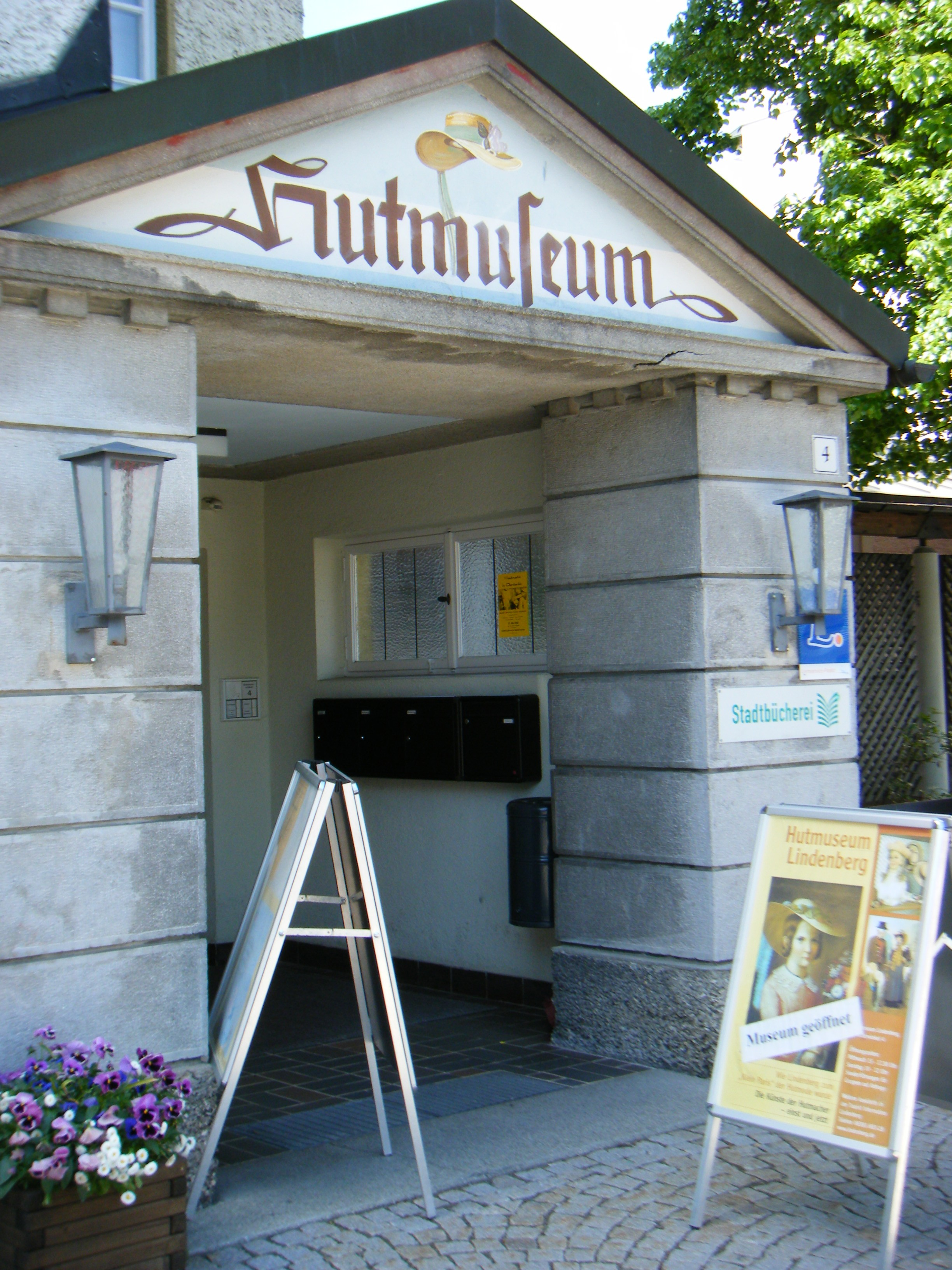
Deutsches Hutmuseum (Tyska hattmuseet)